# O iubelo de core

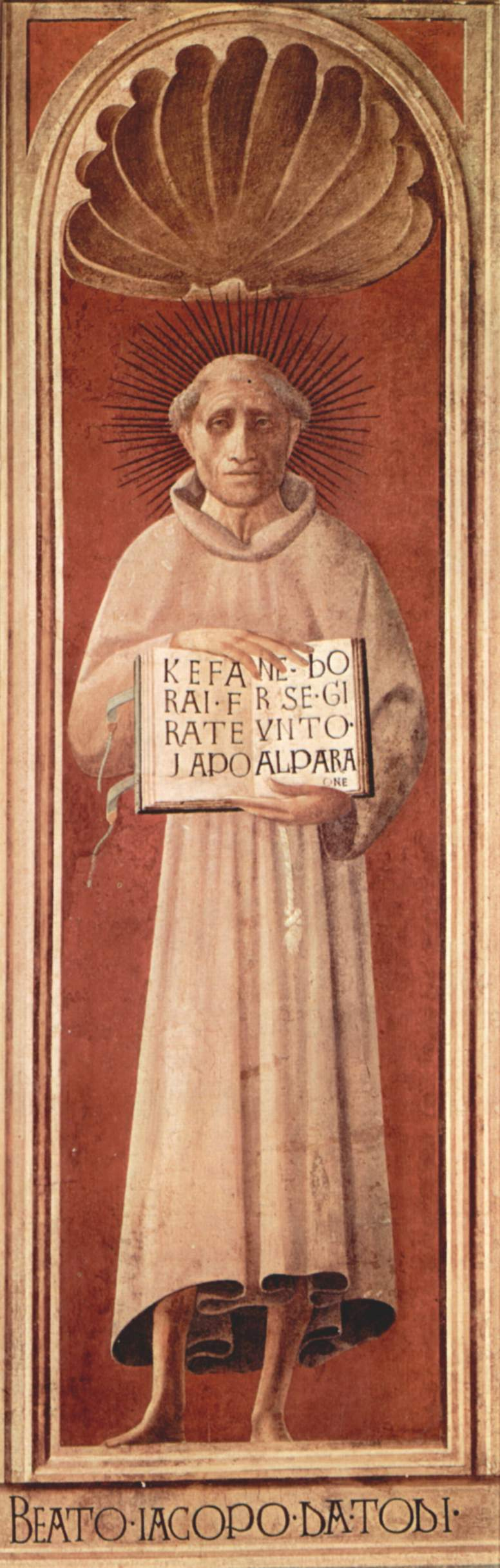
Jacopone da Todi dipinto da Paolo Uccello

O iubelo de core è una lauda di Jacopone da Todi.
La lauda vuole esprimere gli irrazionali sentimenti che l'amore mistico infonde nel credente; è un'estasi molto simile a quella rappresentata da Bernini nell'Estasi di santa Teresa d'Avila. Esprime bene questo concetto il ritmo spezzettato della composizione, che vuole rispecchiare lo stato confusionale nel quale si trova la mente di chi è colpito dalla follia mistica.
A differenza di ciò che accade in altre opere di Jacopone da Todi, in questa lauda l'amore per Dio non si esprime nella mortificazione di sé ma in una gioia indescrivibile, che ricorda molto, più che l'amore intellettuale, una violentissima passione fisica.